# (500169) 2012 FC21
(500169) 2012 FC21 es un asteroide perteneciente al cinturón de asteroides, descubierto el 27 de agosto de 2006 por el equipo del Spacewatch desde el Observatorio Nacional de Kitt Peak, Arizona, Estados Unidos.

## Designación y nombre
Designado provisionalmente como 2012 FC21.

## Características orbitales
2012 FC21 está situado a una distancia media del Sol de 2,362 ua, pudiendo alejarse hasta 2,568 ua y acercarse hasta 2,157 ua. Su excentricidad es 0,086 y la inclinación orbital 7,225 grados. Emplea 1326,62 días en completar una órbita alrededor del Sol.

## Características físicas
La magnitud absoluta de 2012 FC21 es 17,6.